# 南北史合抄
《南北史合抄》又名《南北史合注》，是明末清初人李清所著。

## 內容主旨
明朝亡後，李清将《南史》、《北史》删成《南北史合抄》，此書與《曆算全书》、《读史方舆纪要》被譽為三大奇書之一。康熙十六年（1677年）魏禧至兴化访李清，为《南北史合抄》作序。
康熙三十九年，嘉定张云章应李槽之聘，整理李清《南北史合注》一百九十一卷。
此書與《南唐书合订》被列為四库撤毁书之一。孙殿起《清代禁书知见录》收录有《南北史合注》。

## 目錄
- 《南史注》是從〈卷一〉到〈卷八十六〉
- 《北史注》則是從〈卷八十七〉到〈卷一百九十一〉

## 外部連結
南北史合注·影印古籍資料 （页面存档备份，存于）